# Suess (Mondkrater)
Suess ist ein Einschlagkrater auf der westlichen Mondvorderseite in der Ebene des Oceanus Procellarum. Er liegt südöstlich des Kraters Reiner und südwestlich von Kepler.
Suess hat acht Nebenkrater:
| Buchstabe | Position          | Durchmesser | Link |
| --------- | ----------------- | ----------- | ---- |
| B         | 5,64° N, 47,39° W | 7 km        |      |
| D         | 4,64° N, 46,59° W | 7 km        |      |
| F         | 1,15° N, 44,71° W | 7 km        |      |
| G         | 3,39° N, 48,45° W | 4 km        |      |
| H         | 3,94° N, 45,75° W | 4 km        |      |
| J         | 6,88° N, 48,53° W | 3 km        |      |
| K         | 6,53° N, 50,07° W | 3 km        |      |
| L         | 6,06° N, 50,56° W | 4 km        |      |

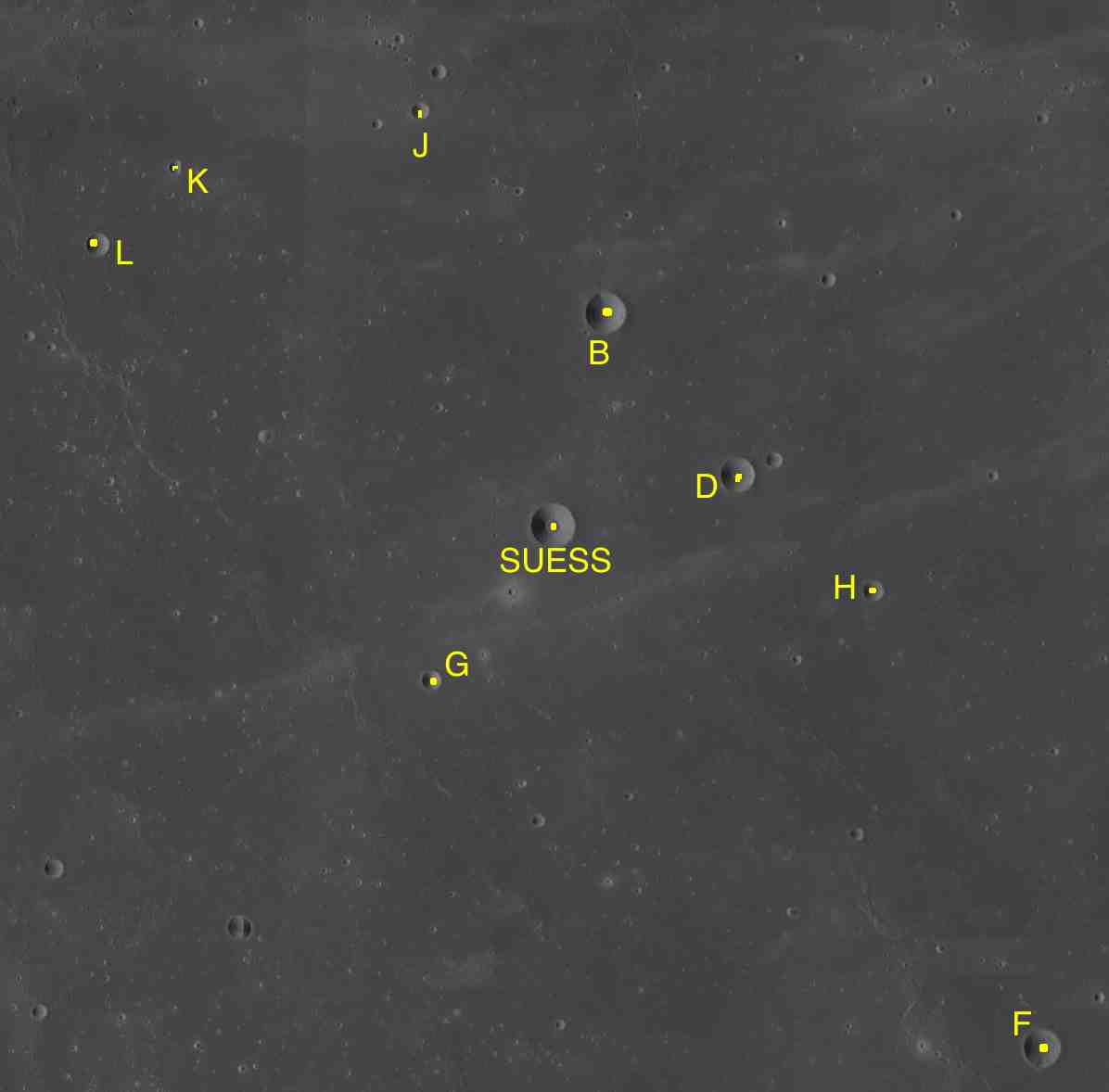
Suess und seine Nebenkrater

Der Krater wurde 1935 von der IAU nach dem österreichischen Geologen Eduard Suess offiziell benannt.